# Vittaria lloydiifolia
Vittaria lloydiifolia är en kantbräkenväxtart som beskrevs av Marian Raciborski. Vittaria lloydiifolia ingår i släktet Vittaria och familjen Pteridaceae. Inga underarter finns listade.